# دریاچه ماراکایبو
دریای ماراکایبو (به انگلیسی: Maracaibo sea) در شمال غربی ونزوئلا قرار دارد. به دلیل جدایی نسبتاً کامل آن از دریای کارائیب معمولاً از آن تحت عنوان دریاچه یاد می‌کنند. این دریا، وسعتی در حدود ۱۳٫۲۱۰ کیلومتر مربع داشته و ژرفای آن به ۶۰ متر نیز می‌رسد. این دریاچه، بزرگترین دریاچه در آمریکای جنوبی است. این دریاچه از راه کانال سن کارلوس (de San Carlos) که ۳۵ کیلومتر طول و ۵٫۵ تا ۱۴٫۶ کیلومتر عرض دارد به خلیج ونزوئلا و دریای کارائیب ارتباط می‌یابد. شهر بندری ماراکایبو در ورودی این کانال قرار دارد. رودهای کاتاتومبو , سانتا آنا و چانا به دریای ماراکایبو می‌ریزند. در دهانه رود کاتاتومبو، "پدیده آب و هوایی کاتاتومبو"(Catatumbo-Weather Glow) دیده می‌شود. طی این پدیده دیده می‌شود که همچنان که بخش شمالی دریاچه شور است، اما بخش جنوبی دریاچه کاملاً حاوی آب شیرین است. در ساحل غربی دریاچه، بزرگترین منابع نفتی ونزوئلا واقع هستند. دریاچه ماراکایبو همچنین محل تردد کشتی‌های اقیانوس پیما می‌باشد که از این طریق به دریا راه می‌یابند.

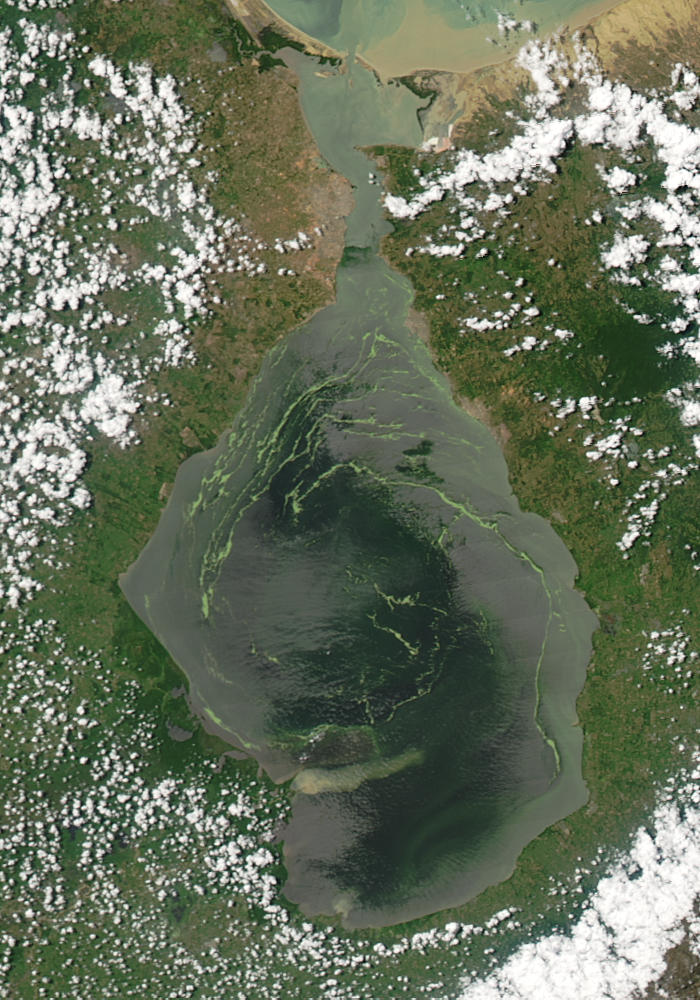